# Ионицэ, Йоан
Ион Ионицэ (рум. Ioan Ioniță; 14 июня 1924, Метесару, Дымбовица — 27 июля 1987, Бухарест) — румынский государственный и военный деятель, генерал армии, член ЦК Румынской коммунистической партии (1965—1984), министр обороны Румынии (1966—1976), заместитель премьер-министра правительства (16 июня 1976 — 20 мая 1982).

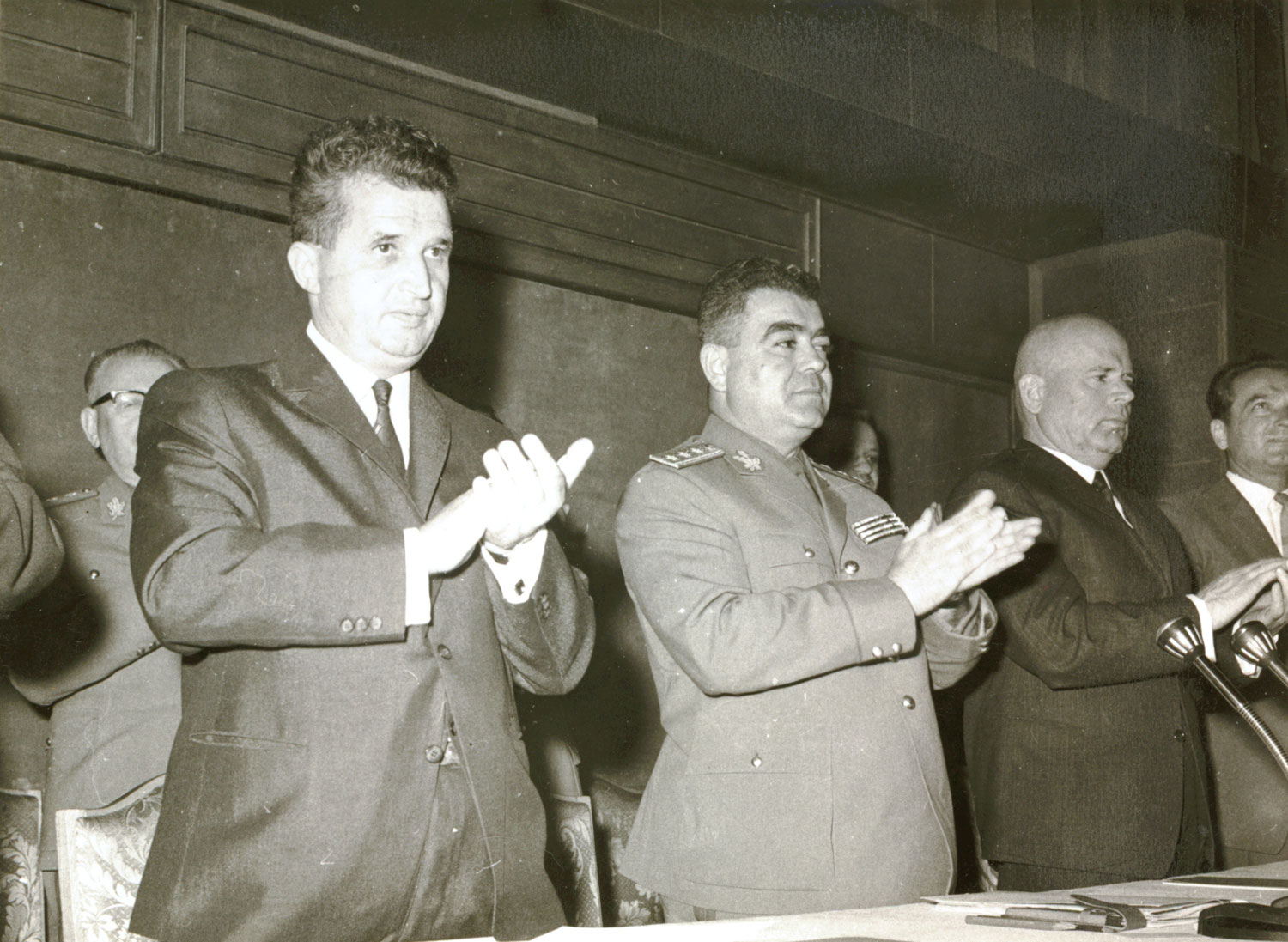
Николае Чаушеску, Ион Ионицэ и Киву Стойка в 1967 году

## Биография
В молодости работал механиком Румынских железных дорог. Был избран ответственным за вопросы молодежи в Бухарестском профсоюзе РЖД. Вскоре стал членом Центрального комитета Союза профсоюзов РЖД страны и членом его Правления.
В начале 1945 года вступил в Румынскую компартию.
В том же году окончил вечерний партийный университет, затем в 1947 году — партийную школу Констанцы.
В октябре 1948 года был призван в армию, служил лейтенантом, инструктором молодежи в Высшем политическом управлении армии (октябрь 1948 — май 1950 года), затем начальником отдела пропаганды командования бронетанковых и механизированных войск (май 1950 г. — апрель 1951 г.). В этот период быстро продвинулся по военной иерархической лестнице, получив звания лейтенант-майора (декабрь 1949 г.), капитана (август 1950 г.) и майора (апрель 1951 г.). Активно проводил линию партии, в 31 год ему было присвоено звание генерал-майора (август 1955 г.). Избирался кандидатом в члены ЦК  (1955—1965), затем членом ЦК РКП (1965—1984). Был депутатом Великого Национального Собрания Румынии в 1961—1985 годы.
После обучения в Военной академии Генерального штаба СССР с ноября 1956 по декабрь 1958 года стал членом Военного совета, затем с октября 1959 по декабрь 1962 года — командующим ПВО страны. В этой должности получил звание генерал-лейтенанта в марте 1961 года и был назначен заместителем министра национальной обороны в декабре 1962 года. В мае 1961 года был награждён  медалью к 40-летию основания РКП.
29 августа 1966 года генерал-полковник Ионицэ был назначен министром национальной обороны в качестве преемника  Леонтина Сэлэжана и занимал этот пост почти десять лет до 16 июня 1976 года. За это время он также стал членом Совета обороны  Социалистическая Республика Румыния и был его членом до 2 марта 1979 года. В мае 1971 года ему было присвоено звание генерала армии (высшее звание в Армии Румынии).